# Tarawih

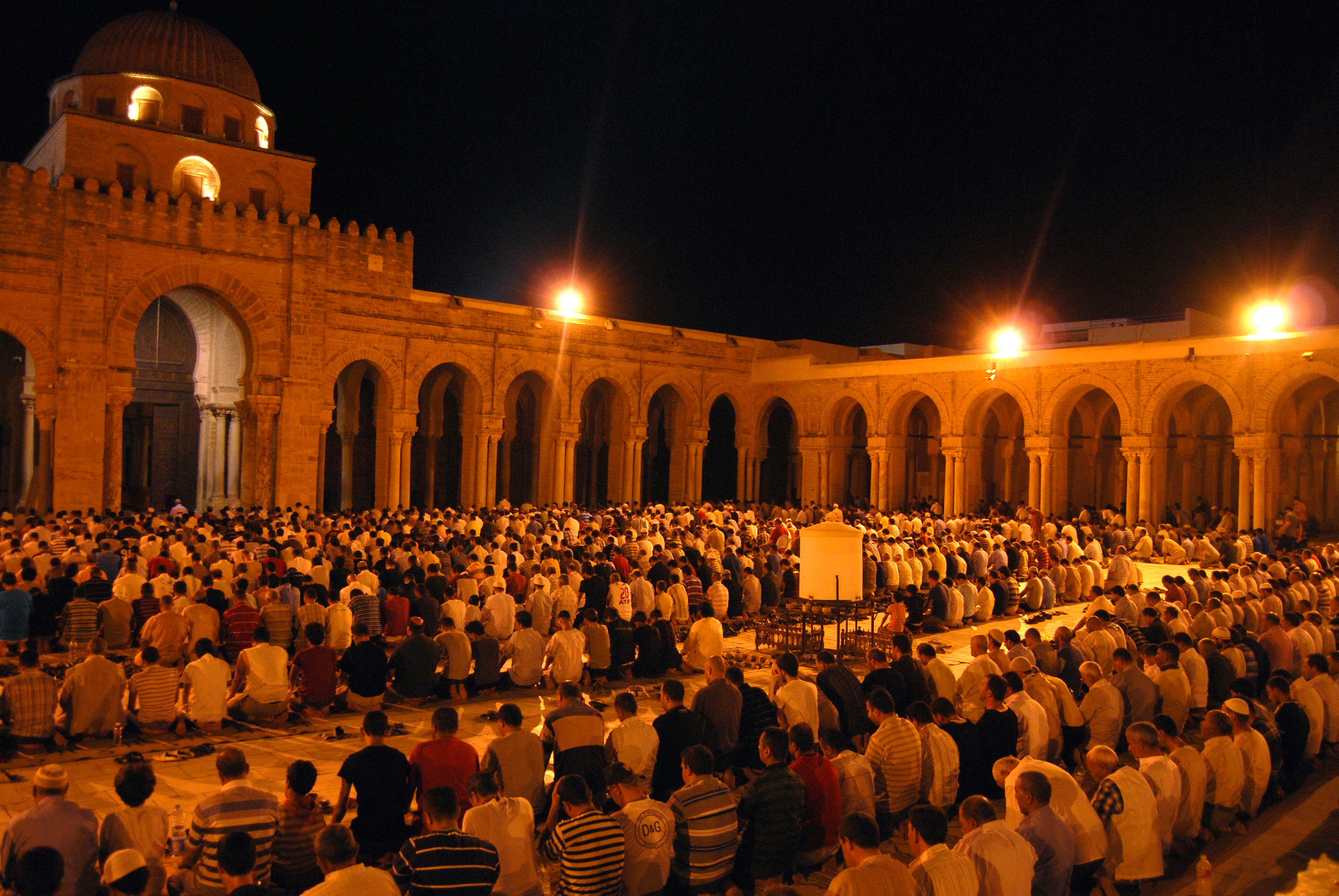
Tarawih w Wielkim Meczecie w Kairouan w Tunezji

Tarawih (arab. تراويح) – specjalna wieczorna modlitwa odprawiana zbiorowo przez muzułmanów tradycji sunnickiej w okresie ramadanu.